# Mannenliefde
Mannenliefde is een saisonbier gebrouwen door de Nederlandse brouwerij Oedipus Brewing. Het is een bovengistend bier met een alcoholpercentage van 6%. Het was het eerste bier dat de brouwerij commercieel uitbracht. Het bier wordt gekenmerkt door toevoegingen als citroengras, szechuanpeper en Sorachi Ace-hop, wat resulteert in een fris en fruitig karakter met kruidige en citrusachtige aroma’s.

## Geschiedenis
Mannenliefde werd voor het eerst gebrouwen in de zomer van 2012 met behulp van de faciliteiten van Brouwerij De Molen. Het bier was aanvankelijk alleen verkrijgbaar via kleinschalige verkooppunten en festivals. Bij de eerste verkoopgelegenheid, Magneet Festival, een festival in Amsterdam, werd de volledige voorraad binnen één weekend verkocht. Naarmate de vraag toenam, groeide ook de productie.

## Erkenning
Mannenliefde is meerdere malen bekroond bij zowel nationale als internationale biercompetities. Bij de Dutch Beer Challenge 2018 won het bier een bronzen medaille in de categorie 'Blond: Saison'.
Internationaal viel Mannenliefde in de prijzen bij de World Beer Cup. In 2018 werd een zilveren medaille toegekend in de categorie 'Specialty Saison', een prestatie die in 2022 werd herhaald. In 2023 volgde een gouden medaille in dezelfde categorie.
Ook bij de Brussels Beer Challenge behaalde het bier succes. In 2023 won het goud in de categorie 'Pale & Amber Ale: Modern Saison', gevolgd door zilver in 2024.